# Rue de la Brasserie 21-23
 (juin 2021).
La mise en forme du texte ne suit pas les recommandations de Wikipédia : il faut le « wikifier ».
Les points d'amélioration suivants sont les cas les plus fréquents. Le détail des points à revoir est peut-être précisé sur la page de discussion.
- Les titres sont pré-formatés par le logiciel. Ils ne sont ni en capitales, ni en gras.
- Le texte ne doit pas être écrit en capitales (les noms de famille non plus), ni en gras, ni en italique, ni en « petit »…
- Le gras n'est utilisé que pour surligner le titre de l'article dans l'introduction, une seule fois.
- L'italique est rarement utilisé : mots en langue étrangère, titres d'œuvres, noms de bateaux, etc.
- Les citations ne sont pas en italique mais en corps de texte normal. Elles sont entourées par des guillemets français : « et ».
- Les listes à puces sont à éviter, des paragraphes rédigés étant largement préférés. Les tableaux sont à réserver à la présentation de données structurées (résultats, etc.).
- Les appels de note de bas de page (petits chiffres en exposant, introduits par l'outil «  Source ») sont à placer entre la fin de phrase et le point final[comme ça].
- Les liens internes (vers d'autres articles de Wikipédia) sont à choisir avec parcimonie. Créez des liens vers des articles approfondissant le sujet. Les termes génériques sans rapport avec le sujet sont à éviter, ainsi que les répétitions de liens vers un même terme.
- Les liens externes sont à placer uniquement dans une section « Liens externes », à la fin de l'article. Ces liens sont à choisir avec parcimonie suivant les règles définies. Si un lien sert de source à l'article, son insertion dans le texte est à faire par les notes de bas de page.
- La présentation des références doit suivre les conventions bibliographiques. Il est recommandé d'utiliser les modèles {{Ouvrage}}, {{Chapitre}}, {{Article}}, {{Lien web}} et/ou {{Bibliographie}}. Le mode d'édition visuel peut mettre en forme automatiquement les références.
- Insérer une infobox (cadre d'informations à droite) n'est pas obligatoire pour parachever la mise en page.

Pour une aide détaillée, merci de consulter Aide:Wikification.
Si vous pensez que ces points ont été résolus, vous pouvez retirer ce bandeau et améliorer la mise en forme d'un autre article.
 (juin 2021).
Le bâtiment du 21-23, rue de la Brasserie à Ixelles, en Belgique est conçu par le cabinet R2D2 Architecture dans le cadre de l'appel d'offre pour le contrat de quartier "Malibran" dont la finalité est la création de logements sociaux. Avec un total de 1 380 m2, le projet « Brasserie », achevé en 2010, est le premier ensemble de logements sociaux de type habitat passif de la région bruxelloise.
Il existait à cette adresse des installations d'ingénierie qui devaient éviter l’affaissement et l’effondrement des maisons situées tout le long de la rue, par l’intermédiaire de treillis métalliques.

## Projet "Brasserie"
La rue de la Brasserie présente un problème urbanistique complexe. La forte pente de la rue oblige les architectes à penser un nouveau bâtiment de sorte qu’il supporte les charges (physique) du terrain et empêche l’affaissement et l’effondrement des maisons attenantes. Les constructions doivent y respecter une certaine hauteur d’urbanisme et répondre aux autres bâtiments, essentiellement créés par la fratrie Delune et conçus dans un style éclectique teinté d'éléments Art nouveau. Le bureau R2D2 Architecture a construit un bâtiment contemporain répondant à ce cahier de charges.
C’est un bâtiment contemporain dont les installations et les aménagements ont été conçus pour l’écoconstruction et l’efficience énergétique. Néanmoins, le bureau d'architecture a décidé de conserver quelques traits de l'Art nouveau.

## Description de la façade
Le projet se place dans l'alignement de la rue et en conserve la plupart des critères urbanistiques. En effet, la majorité des bâtiments de la rue de la Brasserie possèdent cinq à six niveaux. Les numéros 21-23 sont conçus avec cinq étages pour neuf logements. Ils se composent de deux blocs séparés par un large îlot amenant de la respiration à l’ensemble de la construction. La composition contemporaine de la façade est en rupture avec les codes traditionnels des immeubles environnants. Il comporte une composition axiale de quatre travées avec deux baies plus larges aux extrémités et deux plus fines au centre. 
Un large passage au rez-de-chaussée donne accès à un alignement de trois unités d’habitations qui se trouvent au fond de la parcelle. Ce sont en réalité des duplex.
La perspective générale du bâtiment montre des lignes horizontales soulignées par des balcons qui filent tout le long de l’étage en bandes droites. Ces balcons continus sont séparés au centre du bâtiment par des encadrements en verre pour créer des balcons bien distincts pour chaque logement mais transparents depuis la rue. Ces balcons sont faits en bois et entièrement couverts d’une seconde peau en ferronnerie recréant des motifs Art nouveau et mettant un retrait entre la rue et les habitations.
Cette seconde peau fonctionne par des encadrements en métal à doubles vantaux prenant toute la hauteur d’un étage et pouvant être ouverts ou fermés selon les besoins des propriétaires,. Ces encadrements sont fins et accentuent la verticalité du bâtiment, sans prendre le pas sur l’horizontalité des balcons continus. Les balcons possèdent des garde-corps qui, comme les séparations entre balcons, ont des cadres en métal.  L’intérieur du garde-corps est en verre, ce qui permet une sécurité sans surcharger la vue depuis la rue. Au rez-de-chaussée, la pierre bleue est présente sur tout l’étage créant une assise au bâtiment. Une large baie avec l’ébrasement couverte de pierre bleue donne sur un grillage qui ouvre vers un passage et vers les duplex situés en fond de parcelle. Sur la partie gauche, une baie rectangulaire à l’intérieur de laquelle est disposée une baie vitrée aux encadrements gris reprenant les couleurs de la pierre bleue avec un garde-corps rectangulaire à barreaudage de même couleur que les encadrements métalliques des étages supérieurs (qui eux-mêmes reprennent la couleur des ferronneries du style Art nouveau). La pierre bleue est striée et recouverte de motifs. 
Les étages sont tous similaires, de composition axiale et séparés en leur centre. Ils sont composés d’une ossature en béton soutenant le bâtiment mais aussi les bâtiments voisins à la manière des échafaudages mis en place. Sur l’ossature en bois a été placé un parement en brique jaune rappelant les constructions éclectiques teintées d’Art nouveau de la rue de la Brasserie. Les ébrasures des baies de fenêtres sont également parées de briques jaunes. Les encadrements des fenêtres sont tous identiques et reprennent la couleur des ferronneries. La seconde peau qui fait la particularité de ce bâtiment est une volonté de conserver l’alignement des bâtiments à la rue et une contrainte de construction puisque les fondations de l’ancien bâtiment ont obligé les architectes à reculer le bâtiment d’un mètre. Des balcons sont alors créés pour conserver l’alignement par cette seconde façade,. Cette peau est composée d’encadrements métalliques à l’intérieur desquels, un motif en volutes est dessiné et répété à l’identique tout le long de la façade. Ce «Croll » est le résultat d’un dessin numérisé et ensuite reproduit en métal,.
La corniche est imposante mais continue aussi la lignée des bâtiments avoisinants qui possèdent, pour la plupart, des corniches reposant sur des consoles. Pour ce projet, pas de consoles mais une corniche à la face recouverte de bois, reprenant les couleurs des menuiseries de l’immeuble attenant. La toiture en pente est en grande partie couverte de panneaux solaires.

## Engagements écologiques
Ce bâtiment  écologique et social, est le premier bâtiment social passif bruxellois. Il est constitué de deux blocs distincts. Le premier bâtiment possède une ossature béton pour amener de la masse thermique et une ossature bois pour une isolation performante grâce à la cellulose dont le rôle est de diminuer les déperditions thermiques. Pour les duplex, la construction est une combinaison de bois et blocs silico-calcaire. Les deux bâtiments partagent un puits canadien qui permet une aération constante des bâtiments ainsi qu’un rafraîchissement ou un chauffage de l’air par la terre sans utilisation d’éléments énergivores,. L’aération minimise au maximum les déperditions calorifiques et empêche le gâchis d’énergie. Des citernes d’eau de pluie jouent le rôle de récupérateurs pour l’évacuation des WC et les panneaux solaires placés sur le toit amènent des échanges calorifiques peu coûteux en énergie,. Le triple vitrage participe à la minimisation des déperditions.
La conception du bâtiment permet une économie de moyens par l'utilisation d'éléments préfabriqués évitant les déchets et offrant un avancement continu du chantier. Le bâtiment a été primé à plusieurs reprises pour son engagement en matière de développement durable et de qualité énergétique,.

### Sources
- Archi Urbain, Logements sociaux rue de la Brasserie, 2010. [(fr) lire en ligne]
- Archi Urbain, R2D2 / Logements sociaux rue de la Brasserie, vidéo, 2010. [(fr) lire en ligne]
- Bruxelles Environnement, Rue de la Brasserie. [(fr) lire en ligne]
- Contrats de Quartiers Durables, Rue de la Brasserie, 21-23, 2014. [(fr) lire en ligne]
- In Advance, Commune d’ixelles – quartier malibran – rue de la Brasserie 21-23 à 1050 bruxelles. [(fr) lire en ligne]
- Ixelles, Contrat de quartier malibran. [(fr) lire en ligne]
- MRBC (Ministère de Région de Bruxelles-Capitale), Ixelles – rue de la Brasserie, site web sur internet, 2009-2011. [(fr) lire en ligne]
- R2D2 Architects, Projet Brasserie. [(fr) lire en ligne]
- R2D2 Architecs, Présentation de la société. [(fr) lire en ligne]
- DI VINCENZO M, « Au-delà de la grille », dans A+ 226 – Revue belge d’architecture, 2010. [(fr) lire en ligne]
- IBGE (Institut bruxellois pour la gestion de l’environnement), Info Fiches – bâtiments exemplaires 2008 : Brasserie [063] 2 entités avec espace semi-public regroupant 12 logements passifs, Bruxelles, 2014. [(fr) lire en ligne]
- Le Journal de l’Architecte, Prix belge de l’énergie et de l’environnement 2012, Bruxelles. [(fr) lire en ligne]
- Région Bruxelles-Capitale, Contrat de quartier « Malibran » - programme quadriennal de revitalisation, 2014. [(fr) lire en ligne]
- Société du Logement de la Région de Bruxelles-Capitale, SLRB info, dossier : logements passifs et « basse énergie », Bruxelles, 2010. [(fr) lire en ligne]
- Anne Van Loo (dir.), Dictionnaire de l'architecture en Belgique : de 1830 à nos jours, Anvers, Fonds Mercator, 2003, 623 p. (ISBN 90-6153-526-3).